# 暗影偵探
《暗影偵探》（英語：Shadow Detective）是待播中的中國大陸網路劇。由朱少杰執導，張珺擔任製片人，馬焱擔任編劇，王星越、吳佳怡領銜主演的民初悬疑电视剧。

## 演员阵容

### 领衔主演
| 演員   | 角色   | 介紹 |
| ------ | ------ | ---- |
| 王星越 | 關岑   |      |
| 吳佳怡 | 陸以真 |      |

### 主要演員
| 演員   | 角色   | 介紹 |
| ------ | ------ | ---- |
| 邵偉桐 | 杜霖风 |      |
| 張沐兮 | 司敏   |      |
| 美娜   | 丁爾宜 |      |
| 芮偉航 | 阿東   |      |

## 外部連結
- 《暗影偵探》的新浪微博
- 豆瓣电影上《暗影偵探》的資料 （简体中文）